# Yánnis Spanós
Yani Spanos, nom de plume en France de Yánnis Spanós, aussi romanisé Giannis Spanos ou Yiannis Spanos (en grec moderne : Γιάννης Σπανός), est un compositeur et parolier grec né le 26 juillet 1934 à Kiáto en Corinthie (Grèce) et mort le 31 octobre 2019 dans la même ville.

## Biographie
Ce fils d'un dentiste grec était destiné par son père à embrasser une formation scientifique. Obtenant une dérogation avant d'effectuer son service armé, il profite de son année sabbatique pour voyager en Europe. 
Après avoir visité l'Italie, le Royaume-Uni et l'Allemagne, il vient en France et, à Paris, découvre la chanson « rive gauche » et ses cabarets, courant musical dans le sillage de grands auteurs-compositeurs-interprètes comme Georges Brassens et Jacques Brel, et d'interprètes intemporelles comme Édith Piaf. 
Il auditionne dans les cabarets comme pianiste-accompagnateur et commence sa carrière dans les conditions minimalistes des tours de chants d'alors : un piano et une guitare, quelques bougies pour l'ambiance intime et, sur une scène minuscule, derrière un micro, des chanteurs comme Barbara, Pia Colombo qui interprètent un répertoire dégagé de toutes contingences commerciales. 
Il s'intéresse aussi à la poésie française (Charles Cros, Robert Desnos, Pierre Seghers) et met en musique quelques-uns de ses plus beaux poèmes interprétés par des chanteuses comme Béatrice Arnac et surtout Juliette Gréco pour laquelle il compose un album entièrement consacré aux poètes : Complainte amoureuse (1969). 
Sa carrière française (son meilleur souvenir), l'incite à persévérer pour avoir réussi à se faire un nom en partant de zéro, de surcroît dans un pays étranger. Des années 1960 jusqu'aux années 1970, il va passer les étés dans son pays natal et, à l'écoute des aspirations musicales de toutes les couches sociales du public, des ouvriers jusqu'aux étudiants, il quitte la France pour s'installer en Grèce. Au début des années 1970, porté par l'élan musical déclenché des décennies auparavant par de grands compositeurs comme Mános Hadjidákis, Míkis Theodorákis et Stávros Xarchákos, il participe à la « nouvelle vague » (el) Νέο Κύμα de la chanson grecque. 
Il rencontre un grand succès en renouant avec la musique populaire rebetiko (el) Ρεμπέτικη μουσική, réutilisant des instruments traditionnels comme la lyra et le bouzouki, mais en continuant toutefois de composer des chansons pop ou folk.

## Musique de film
- 1974 : Pavlos Melas de Filippas Fylaktos

## Interprètes d'expression française
Liste non exhaustive.
- Béatrice Arnac :
  - Le Passant, poème de Pierre Seghers
  - Fruits et Primeurs, poème de Pierre Seghers

- Michèle Arnaud :
  - Le ciel est une plage, adaptation française par Jean Naty-Boyer d'un texte grec

- Brigitte Bardot : 
  - Sidonie, poème de Charles Cros, musique cocomposée avec Jean-Max Rivière, 1962
  - Les Amis de la musique, paroles de Jean-Max Rivière, musique cocomposée avec Jean-Max Rivière, 1962
  - Rose d'eau, paroles de Jean-Max Rivière, musique cocomposée avec Jean-Max Rivière, 1962
  - Une histoire de plage, paroles de Jean-Max Rivière, musique cocomposée avec Gérard Bourgeois, 1964
  - La Chasse, paroles de Jean-Max Rivière, musique cocomposée avec Jean-Max Rivière, 1982

- Pia Colombo :
  - C'est peu de dire, paroles de Jean Naty-Boyer
  - C'est que je t'appartiens, paroles de Maurice Fanon

- Jacques Douai :
  - Chante colombe, paroles de Robert Desnos (sur l'album La Fine fleur n°3)

- Gilles Dreu : 
  - Dans l'océan y'a des baleines, paroles de Serge Lama

- Juliette Gréco :
  - Rêveuse et Fragile, poème de Robert Desnos, 1966
  - Chambre 33, poème de Roger Vitrac, 1966
  - Et le pays s'endort, paroles de Pierre Louki, 1967
  - Six soldats, paroles de Pierre Louki, 1968
  - Frères Jacques, paroles de Pierre Louki, 1968
  - Album Complainte amoureuse, 1969

- Jean Guidoni : 
  - Le Tétard, paroles de Jacques Lanzmann, album 33 tours Guidoni 77, 1977
  - Rose et Le Bon Berger, paroles de Pierre Philippe, album 33 tours Le Rouge et le Rose, 1983

- Serge Lama : 
  - L'orpheline est partie, paroles de Serge Lama, 1970
  - La Voisine, paroles de Serge Lama, 1970

- Melina Mercouri : 
  - Les Bateaux de Samos, paroles de Maurice Fanon

- Jean-Max Rivière : 
  - Un été pour Nathalie, paroles de Jean-Max Rivière, musique cocomposée avec Claude Bolling

- Francesca Solleville : 
  - Paris Cayenne, paroles de Maurice Fanon

- Marie-Blanche Vergne : 
  - La Chanson de la glu, poème de Jean Richepin
  - Et s'il revenait, poème de Maurice Maeterlinck

- Marie Laforêt
  - Roseline, paroles de Pierre Cour (1969)